# Martin Naef
Martin Naef, né le 10 novembre 1970 à Berne (originaire de Zurich), est une personnalité politique suisse, membre du Parti socialiste.
Il est député du canton de Zurich au Conseil national pendant deux législatures, de fin 2011 à fin 2019.

## Biographie
Martin Naef naît le 10 novembre 1970 à Berne. Il est originaire de Zurich. Son père est italien.
Après sa scolarité obligatoire à Dietlikon, il obtient sa maturité à Winterthour puis fait à partir de 1990 des études de droit à l'Université de Zurich, dont il sort diplômé (licence) en 1996. Il travaille ensuite principalement comme juriste, puis à partir de 2006 comme chef du personnel de l'autorité de tutelle de la ville de Zurich,.
Il affirme publiquement son homosexualité et milite pour les droits LGBT en Suisse.

## Parcours politique
Martin Naef est membre du Parti socialiste de Zurich et du Parti démocrate italien.
Il siège au sein de la Constituante du canton de Zurich d'avril 2000 à février 2005 et du Conseil cantonal de Zurich de mai 2003 à mai 2012.
Il préside le Parti socialiste zurichois de juin 2004 à avril 2008. Seul candidat en 2004, il annonce en décembre 2007 sa démission pour le printemps suivant, tirant les conséquences, selon ses propres termes, de la débâcle de son parti aux élections cantonales (perte de 17 de ses 53 sièges) et fédérales (perte de trois de ses dix sièges) de l'année,.
Il est élu au Conseil national lors des élections fédérales d'octobre 2011. Il est réélu en octobre 2015, mais échoue à conserver son siège lors des élections fédérales d'octobre 2019. Lors de ses deux mandats, il siège au sein de la Commission de politique extérieure (CPE) et, lors du second, également au sein de la Commission des affaires juridiques (CAJ), de novembre 2017 à décembre 2019.
Il est coprésident du Nouveau mouvement européen suisse depuis mai 2014.